# مرسوم
المرسوم هو نص قانوني يصدر عادة عن رئيس الدولة ، مثل رئيس الجمهورية أو الملك، وفقًا لإجراءات معينة، والتي عادة ما توضع في الدستور. له قوة القانون. قد يختلف المصطلح المعين المستخدم لهذا المفهوم من بلد إلى آخر. الأوامر التنفيذية الصادرة عن رئيس الولايات المتحدة ، على سبيل المثال، هي مراسيم (على الرغم من أن المرسوم ليس أمرًا بالضبط). كما توجد مراسيم فردية خاصة بتعيين كبار الموظفين وإنهاء مهامهم.

## أنواع المرسوم

### المرسوم الملكي
هو وثيقة رسمية مكتوبة موقعة من الملك

### المرسوم الرئاسي
المرسوم الرئاسي هو النص الذي يتخذه رئــيس الجمهورية

### المرسوم الحكومــي
المرسوم الحكومي هو مرسوم تنفيذي يصدر من طرف مجلس الوزراء

### المرسوم الوزاري
يصدر عن الوزير.

## المرسوم حسب الدول

### السعودية
المراسيم الملكية مصدر القانون في المملكة العربية السعودية.
تتخذ المراسيم في السعودية عدة أشكال وهي بالترتيب حسب القوة القانونية:
- الأمر الملكي: هو وثيقة رسمية مكتوبة تصدر عن الملك مباشرة، ويعتبر أقوى وأعلى الأدوات التنظيمية في المملكة.

- الأمر السامي: وثيقة مكتوبة موقعة من الملك، بصفته رئيساً لمجلس الوزراء، وقد يصدر من النائب الأول أو النائب الثاني لرئيس مجلس الوزراء حال رئاسة أي منهما المجلس.

- المرسوم الملكي: هو وثيقة رسمية مكتوبة موقعة من الملك بوصفه رئيسا لمجلس الوزراء موافقةً على قرار مجلس الوزراء ومجلس الشورى.

- التوجيه الملكي: هو توجيه من الملك يُصدره شفهياً أو تحريرياً بصفته رئيساً للدولة لمتابعة أمر معين.

- قرارات مجلس الوزراء: هي قرارات مكتوبة تعبر عن إرادة مجلس الوزراء، تحمل توقيع رئيس المجلس أو نائبه الأول أو الثاني بوصفهم نواباً لرئيس مجلس الوزراء.

### المغرب
تتخذ المراسيم في المغرب عدة أشكال:
- الظهير: يصدره ويوقعه الملك بصفته سلطة عليا وممثل أسمى للأمة.

- الظهير التنفيذي : يصدره ويوقعه الملك لإضفاء الشرعية التنفيذية لقانون صادر عن البرلمان، ويتميز بالمواصفات نفسها التي يتميز بها الظهير
- مرسوم ملكي: يصدره ويوقعه الملك ويحمل رقما ترتيبيا خاصا مع تاريخ الإصدار الهجري والميلادي، ويصدر عادة في حالات خاصة جدا حيث يمارس الملك بمقتضى الدستور المهام التشريعية والتنفيذية في ذات الوقت.
- مرسوم ملكي بمثابة قانون:يصدره ويوقعه الملك في حالات استثنائية بحيث يمارس اختصاصاته التشريعية أثناء غياب البرلمان .
- منشور ملكي: يخضع لنفس مواصفات المرسوم الملكي إلا انه يرتبط عادة بالقضايا الإدارية والاجتماعية أو الاقتصادية وقد لا يحمل رقما معينا .
- مرسوم قانون: مرسوم تصدره الحكومة مع اللجان البرلمانية المختصة في الفترات التي لا تنعقد فيها الجلسات البرلمانية لكنها تعرض على البرلمان في الدورة الموالية العادية قصد المصادقة .

### الجزائر
تتخذ المراسيم في الجزائر عدة أشكال:
- مرسوم رئاسي
- مرسوم وزاري مشترك
- مرسوم وزاري
- مرسوم تشريعي
- مرسوم تنفيذي

### إيران

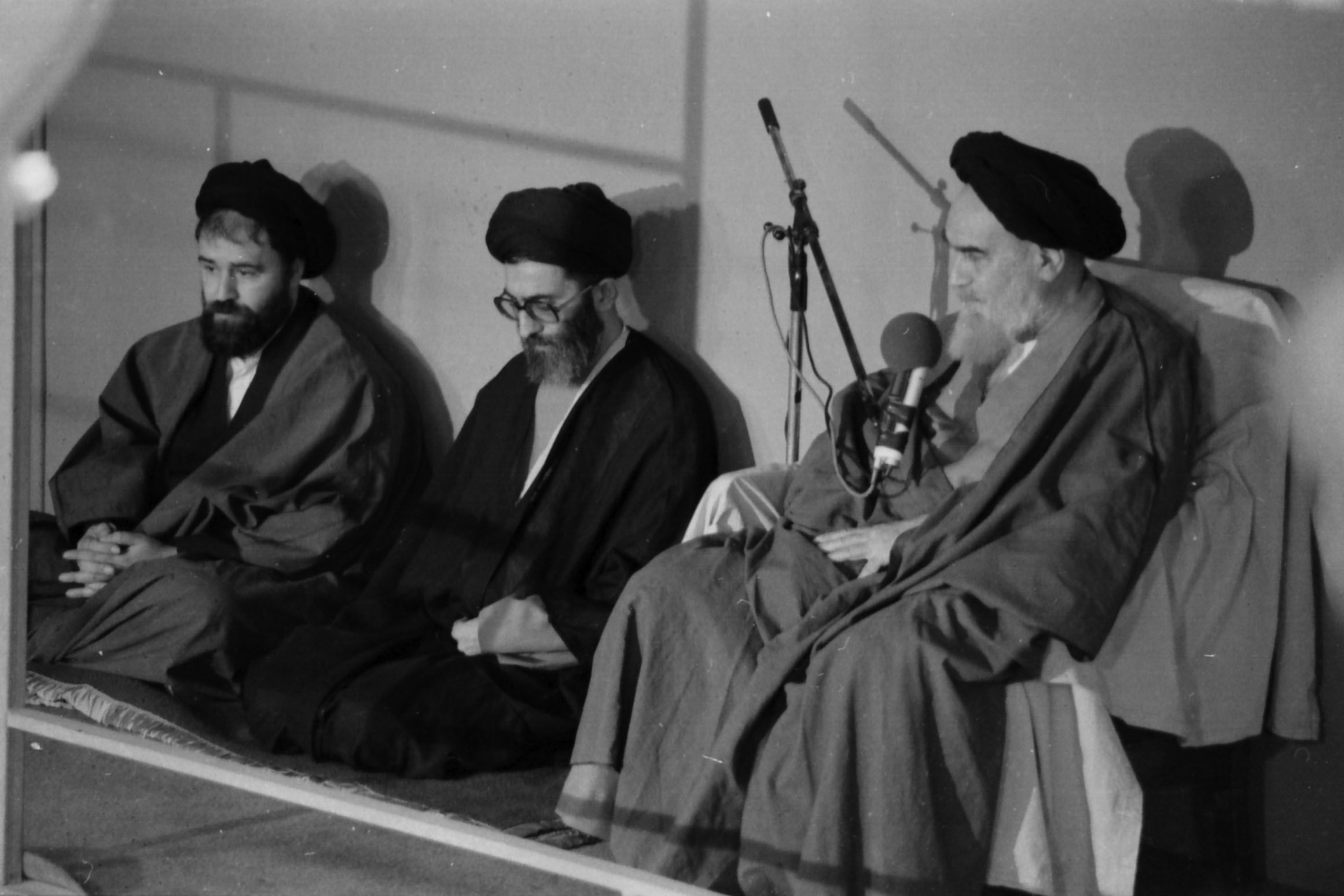
9 أكتوبر 1981 ، جمران ، طهران ؛ روح الله الخميني كمرشد أعلى لإيران يوقع المرسوم الرئاسي لعلي خامنئي.

وفقًا للمادة 110 من الدستور الإيراني ، يحدد المرشد الأعلى السياسات العامة للجمهورية الإسلامية.

### تركيا
وفق المادة 107 من دستور 1982. وهو من التعديلات الهامة التي أدخلت على الدستور مع القانون رقم. 6771 المتعلق بمراسيم رئاسة الجمهورية.

### إسبانيا
تتخذ المراسيم في إسبانيا عدة أشكال:
- مرسوم ملكي
- مرسوم بقانون ملكي
- مرسوم تشريعي ملكي

### البحرين
تتخذ القوانين والمراسيم في البحرين عدة أشكال وهي بالترتيب حسب القوة القانونية:
- الدستور:

- القانون: وهو النص التشريعي الذي يقره مجلسا الشورى والنواب ويصدق عليها الملك.

- المرسوم بقانون: وهو النص التشريعي الذي يصدره الملك فيما بين أدوار انعقاد كل من مجلس الشورى ومجلس النواب أو في فترة حل مجلس النواب إذا ما اقتضى الأمر الإسراع في اتخاذ تدابير لا تحتمل التأخير.

- المرسوم: تصدر موقعة من الملك بعد توقيع رئيس مجلس الوزراء والوزراء المختصين بحسب الأحوال.

- الأمر الملكي: كانت تسمى أوامر أميرية قبل تعديل الدستور.

- القرارات: وتصدر من مجلس الوزراء، أو رئيس مجلس الوزراء أو الوزراء أو من رؤساء الهيئات والمؤسسات العامة أو من مجالس إدارتها